# Partito Democratico Sloveno
Il Partito Democratico Sloveno (in sloveno Slovenska demokratska stranka, abbreviato in SDS) è un partito sloveno di destra. È guidato dall'ex primo ministro Janez Janša ed è membro del Partito Popolare Europeo.

## Storia
Il Partito Democratico Sloveno raccoglie l'eredità dell'Unione Democratica Slovena e dell'Alleanza Socialdemocratica di Slovenia, fondati rispettivamente nel gennaio e nel febbraio 1989. I due partiti erano membri della coalizione DEMOS che governò la Slovenia dal 1990 al 1992; entrambi sostenevano l'indipendenza della Slovenia e la sua integrazione nel blocco euro-atlantico, l'instaurazione di un'economia di mercato, il rispetto dei diritti umani e l'opposizione al comunismo.
L'Unione Democratica Slovena era un partito liberale che nel 1992 si scisse in una componente socioliberale (il Partito Democratico) e una conservatrice (il Partito Democratico Nazionale). L'Alleanza Socialdemocratica Slovena era invece un partito socialdemocratico nato da un movimento sindacale anticomunista, guidato inizialmente da France Tomšič e poi da Jože Pučnik.
Alle elezioni del 1992 l'Alleanza Socialdemocratica Slovena (che nel frattempo aveva cambiato nome in Partito Socialdemocratico Sloveno) ottenne appena il 3,3%, riuscendo a malapena a entrare in parlamento. Successivamente alle elezioni entrò a fare parte del secondo governo Drnovšek con la nomina di Janez Janša a Ministro della Difesa. Nel maggio del 1993 Janša fu eletto presidente del partito al posto di Pučnik. Nel 1994 il partito lasciò la maggioranza di governo dopo l'estromissione di Janša dal ruolo di ministro. Da allora è stato il principale partito d'opposizione ai governi della Democrazia Liberale di Slovenia.
Nel 1995 il Partito Socialdemocratico si fuse con il Partito Democratico Nazionale, diventando così uno dei successori legali dell'Unione Democratica Slovena.
Sotto la guida di Janša il partito si spostò progressivamente a destra, fino a diventare il principale partito conservatore di Slovenia. Nel 2000 divenne membro del Partito Popolare Europeo e nel 2003 cambiò il proprio nome in Partito Democratico Sloveno.
Alle elezioni legislative del 2004, il partito ottenne il 29,1% dei voti e 29 seggi; formò quindi una coalizione di governo guidata da Janša assieme al Partito Popolare Sloveno, a Nuova Slovenia e al Partito Democratico dei Pensionati della Slovenia. Al governo l'SDS ha avallato il proprio supporto all'agenda proposta dalla Chiesa cattolica; nonostante ciò, la Chiesa ha mantenuto un atteggiamento critico nei confronti del partito a causa di alcune posizioni del governo su gioco d'azzardo, ricerca sulle cellule staminali e riconoscimento delle unioni civili tra omosessuali.
Alle elezioni politiche del 2008 SDS ha incrementato i propri consensi dello 0,2%, ma lo scarso risultato degli alleati di governo ne ha sancito il passaggio all'opposizione.
Alle elezioni del 2011 il partito, dato per favorito dai sondaggi, ha ottenuto appena il 26,2%, arrivando dietro Slovenia Positiva di Zoran Janković. Ciò nonostante Janša è riuscito a formare un governo con la Lista Virant, il Partito Popolare Sloveno, Nuova Slovenia e il Partito Democratico dei Pensionati della Slovenia; il governo è però caduto nel marzo 2013 dopo le accuse di corruzione mosse a Janša dalla Commissione per la Prevenzione della Corruzione.
Alle elezioni europee 2014 l'SDS ha ottenuto il 24,78% dei voti eleggendo tre europarlamentari.
Alle elezioni politiche del 2014 l'SDS di Jansa ha ottenuto il 20,7% e 21 seggi dell'Assemblea Nazionale piazzandosi dietro il Partito di Miro Cerar arrivato primo con il 34,5% dei consensi.
Alle elezioni europee del 2019 è riuscito ad ottenere 126.534 voti, pari al 26,25% in coalizione col Partito Popolare Sloveno, ottenendo 2 seggi.
Il Partito Democratico Sloveno ha anche un'organizzazione giovanile chiamata Gioventù Democratica Slovena che è la più numerosa organizzazione politica giovanile del Paese.

## Alcuni membri importanti
- Jože Pučnik
- Janez Janša
- Miha Brejc
- Dimitrij Rupel
- Matjaž Šinkovec
- Janko Prunk
- Rudi Šeligo

## Risultati elettorali
| Elezione                               | Voti                                   | %                                      | Seggi                                  |
| Alleanza Socialdemocratica di Slovenia | Alleanza Socialdemocratica di Slovenia | Alleanza Socialdemocratica di Slovenia | Alleanza Socialdemocratica di Slovenia |
| -------------------------------------- | -------------------------------------- | -------------------------------------- | -------------------------------------- |
| Parlamentari 1990                      | 79.951                                 | 7,4                                    | 6 / 90                                 |
| Partito Socialdemocratico Sloveno      |                                        |                                        |                                        |
| Parlamentari 1992                      | 39.675                                 | 3,34                                   | 4 / 90                                 |
| Parlamentari 1996                      | 172.470                                | 16,13                                  | 16 / 90                                |
| Parlamentari 2000                      | 170.228                                | 15,81                                  | 14 / 90                                |
| Partito Democratico Sloveno            |                                        |                                        |                                        |
| Europee 2004                           | 76.945                                 | 17,65                                  | 2 / 8                                  |
| Parlamentari 2004                      | 281.710                                | 29,08                                  | 29 / 90                                |
| Parlamentari 2008                      | 307.735                                | 29,26                                  | 28 / 90                                |
| Europee 2009                           | 123.369                                | 26,65                                  | 2 / 8                                  |
| Parlamentari 2011                      | 288.719                                | 26,19                                  | 26 / 90                                |
| Europee 2014                           | 99.643                                 | 24,78                                  | 3 / 8                                  |
| Parlamentari 2014                      | 181.052                                | 20,71                                  | 21 / 90                                |
| Parlamentari 2018                      | 222.042                                | 24,92                                  | 25 / 90                                |
| Europee 2019                           | 126.534                                | 26,25                                  | 2 / 8                                  |
| Parlamentari 2022                      | 279.897                                | 23,48                                  | 27 / 90                                |